# Onorio di Canterbury
Onorio di Canterbury (Roma, VI secolo – Canterbury, 30 aprile 653) fu arcivescovo di Canterbury dal 627 al 653 ed è venerato come santo dalla Chiesa cattolica e da quella anglicana.

## Biografia
Fu forse tra i monaci inviati (597) da papa Gregorio I Magno al seguito di Sant'Agostino di Canterbury per evangelizzare l'Inghilterra, ma è più probabile che abbia raggiunto l'isola più tardi (601). Fu consacrato arcivescovo nel 627 da San Paolino di York e presto anche il papa lo riconobbe come tale poiché, su richiesta dello stesso Onorio, nominò Paolino arcivescovo di York, dandogli così il potere di nominare altri arcivescovi.
Onorio continuò l'evangelizzazione della Britannia mandando San Felice di Burgundia a Dunvich e in seguito nell'Anglia Orientale, dove lo consacrò vescovo. Felice, essendo un Burgundo, fu il primo vescovo non latino della Gran Bretagna.
Morto nel 653, l'arcivescovo fu sepolto nella chiesa di Sant'Agostino a Canterbury e fu più tardi proclamato santo.

## Genealogia episcopale e successione apostolica
La genealogia episcopale è:
- Arcivescovo Virgilio di Arles
- Arcivescovo Agostino di Canterbury
- Arcivescovo Giusto di Canterbury
- Vescovo Paolino di York
- Arcivescovo Onorio di Canterbury

La successione apostolica è:
- Vescovo Felice di Dunwich (630)
- Vescovo Itamaro (644)
- Vescovo Thomas de Jarrow (647)
- Vescovo Berhtgils (652)